# Penstemon dolius
Penstemon dolius är en grobladsväxtart som beskrevs av Marcus Eugene Jones. Penstemon dolius ingår i släktet penstemoner, och familjen grobladsväxter. Utöver nominatformen finns också underarten P. d. duchesnensis.